# 張瑰 (五代)
張瑰（?—888年2月10日），晚唐軍事人物。
唐朝末年擔任淮南将，受吕用之排挤，反叛高骈而投靠荆南陈儒。張瑰受命討伐朗州刺史雷满，結果张瑰反回兵殺陈儒，自称节度使，又杀监军朱敬玫。
887年，秦宗权遣赵德諲攻荆南。次年初，城陷，张瑰被杀。赵德諲留大将王建肇守荆南，自己撤回山南东道的大本营。